# Svartbukig solfågel
Svartbukig solfågel (Cinnyris nectarinioides) är en fågel i familjen solfåglar inom ordningen tättingar.

## Utseende och läte
Svartbukig solfågel är en slank och långnäbbad solfågel med stora dräktsskillnader mellan könen. Hane i häckningsdräkt är mestadels mörkt grönglänsande med ett rött band på undersida. I södra delen av utbredningsområdet kantas det nertill av smala gula streck. Honan är enfärgad med gråbrun ovansida och ljus undersida med mörka streck. Arten liknar smyckesolfågeln, men häckande hanar har mindre eller inget gult i bröstbandet och honan är mer streckad undertill. De vanligaste lätena består av dämpade tjippande ljud och "tip", medan sången består av en ljus melodi typisk för solfåglar.

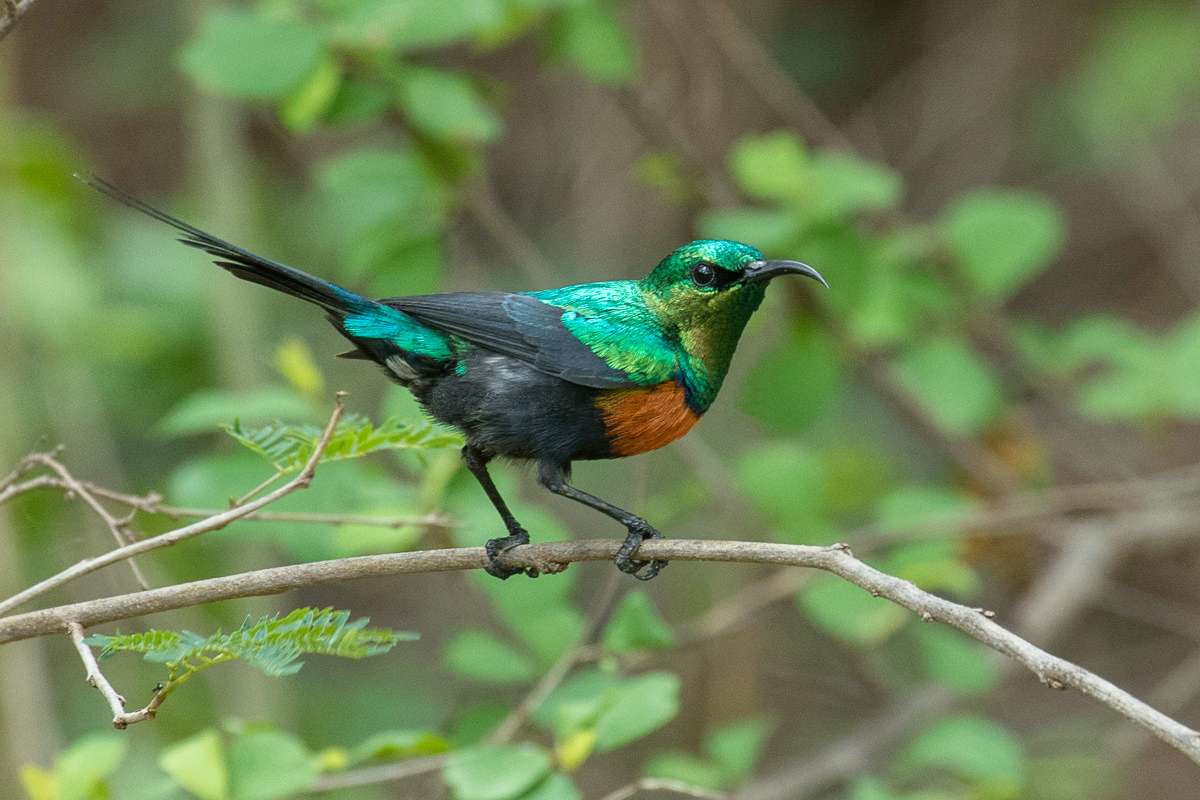
Hane svartbukig solfågel.

## Utbredning och systematik
Svartbukig solfågel förekommer i östra Afrika. Den delas upp i två underarter med följande utbredning:
- Cinnyris nectarinioides erlangeri – savann i sydöstra Etiopien till södra Somalia och nordostligaste Kenya
- Cinnyris nectarinioides nectarinioides – låglänta områden i Kenyas inland till nordostligaste Tanzania

## Levnadssätt
Savartbukig solfågel hittas i torr törnsavann.

## Status
Arten har ett stort utbredningsområde och beståndet anses stabilt. Internationella naturvårdsunionen IUCN listar den därför som livskraftig (LC).